# Võ Minh Lương
Võ Minh Lương (sinh ngày 16 tháng 5 năm 1963) là Thượng tướng Quân đội nhân dân Việt Nam. Ông hiện giữ chức vụ Thứ trưởng Bộ Quốc phòng. Trong Đảng Cộng sản Việt Nam, ông hiện là Ủy viên Ban Chấp hành Trung ương Đảng Cộng sản Việt Nam khoá XIII, Ủy viên Thường vụ Quân ủy Trung ương.

## Thân thế và binh nghiệp
Võ Minh Lương sinh năm (1963) tại Long Khánh - Đồng Nai.
Quê gốc của ông ở xã Bảo Ninh, TP Đồng Hới, tỉnh Quảng Bình.
Khoảng năm 1999, Ông được bổ nhiệm làm Chỉ huy trưởng Ban Chỉ huy Quân sự quận Tân Bình, thuộc Bộ Chỉ huy Quân sự Thành phố Hồ Chí Minh.
Năm 2006, Ông được bổ nhiệm làm Sư đoàn trưởng Sư đoàn 5 thuộc Quân khu 7,
Năm 2008, Ông được bổ nhiệm làm Chỉ huy trưởng của Bộ Chỉ huy Quân sự tỉnh Đồng Nai đều thuộc Quân khu 7.
Năm 2011, được bổ nhiệm giữ chức Phó Tư lệnh, Tham mưu trưởng Quân khu 7 đồng thời thăng quân hàm Thiếu tướng.
Năm 2015, bổ nhiệm giữ chức Tư lệnh Quân khu 7 (thay Thượng tướng Trần Đơn).
Tháng 1 năm 2016, ông được bầu làm Ủy viên Ban Chấp hành Trung ương Đảng Cộng sản Việt Nam khóa XII.
Tháng 4 năm 2016, ông được giới thiệu làm Ủy viên Quân ủy Trung ương.
Ngày 25 tháng 10 năm 2020, tại Quyết định số 1652/QĐ-TTg, Thủ tướng Chính phủ bổ nhiệm Trung tướng Võ Minh Lương, Ủy viên Trung ương Đảng, Ủy viên Quân ủy Trung ương, Tư lệnh Quân khu 7 giữ chức Thứ trưởng Bộ Quốc phòng.
Ngày 03 tháng 11 năm 2020, tại Hà Nội, Bộ Quốc phòng tổ chức Hội nghị công bố, trao quyết định bổ nhiệm chức vụ cán bộ. Tại hội nghị, thừa ủy quyền của Thủ tướng Chính phủ, Đại tướng Ngô Xuân Lịch đã trao quyết định cho Trung tướng Võ Minh Lương, Ủy viên Trung ương Đảng, Tư lệnh Quân khu 7, giữ chức Thứ trưởng Bộ Quốc phòng.
Ngày 14 tháng 11 năm 2020, tại Bộ Tư lệnh Quân khu 7, Thượng tướng Phan Văn Giang, Ủy viên Trung ương Đảng, Ủy viên Thường vụ Quân ủy Trung ương, Thứ trưởng Bộ Quốc phòng chủ trì Hội nghị bàn giao chức vụ Tư lệnh Quân khu 7. Trung tướng Võ Minh Lương bàn giao nhiệm vụ Tư lệnh Quân khu 7 cho Thiếu tướng Nguyễn Trường Thắng, Phụ trách Tư lệnh Quân khu 7.
Sáng ngày 22 tháng 1 năm 2021, tại Phủ chủ tịch, Chủ tịch nước Nguyễn Phú Trọng đã trao quyết định thăng quân hàm từ Trung tướng lên Thượng tướng đối với Thứ trưởng Bộ Quốc phòng Võ Minh Lương.
Ngày 30 tháng 01 năm 2021, Tại Đại hội đại biểu toàn quốc lần thứ XIII của Đảng, đồng chí được bầu là Ủy viên Ban Chấp hành Trung ương Đảng Cộng sản Việt Nam khoá XIII, nhiệm kỳ 2021-2026.

## Gia đình
Võ Minh Lương là con trai của Thiếu tướng Võ Minh Như (sinh 1926), nguyên Phó Tư lệnh Quân khu 7 (1984-1994).
Ông có 2 con là Võ Thị Xuân Thanh và Võ Minh Tuấn.

## Lịch sử thụ phong quân hàm
| Cấp hiệu |             |             |              |  |  |  |  |  |  |  |  |  |  |  |  |  |
| Cấp bậc  | Thiếu tướng | Trung tướng | Thượng tướng |  |  |  |  |  |  |  |  |  |  |  |  |  |